# Roy Lassiter
Roy Lassiter (Washington D. C., 9 de marzo de 1969) es un entrenador y exfutbolista estadounidense que jugaba de delantero. Actuó profesionalmente en Costa Rica, Italia y Estados Unidos. Se destacó en 1996, año en que fue goleador de la Major League Soccer tras haber anotado 27 goles durante la temporada. También representó a su país a nivel internacional. 

## Trayectoria
Lassiter creció en Raleigh, Carolina del Norte, donde jugó al fútbol para la Athens Drive High School y para los Raleigh Rockets. 
En 1987 se enroló en el Lees-McRae College, uniéndose al mismo tiempo a los Bobcats, el equipo de fútbol de la institución que competía en los campeonatos de la División III de la NCAA. En 1989, ya habiéndose consagrado campeón nacional el año anterior, se transfirió a la Universidad Estatal de Carolina del Norte, dando el salto a la División I de la NCAA al incorporarse a los Wolfpack.
Tras graduarse en 1992, recibió una oferta para jugar profesionalmente en Costa Rica, por lo que partió hacia el país centroamericano. Allí permanecería hasta fines de 1995, siendo luego adquirido por la MLS que lo cedió al Tampa Bay Mutiny. Su temporada fue extraordinaria en lo individual, logrando anotar 27 goles en 34 partidos. Gracias a ello firmó un contrato con el club italiano Genoa, que a la sazón militaba en la Serie B. En Europa su rendimiento cayó estrepitosamente, por lo que retornó a los Estados Unidos a principios de 1997.
Reincorporado al Tampa Bay Mutiny, después del inicio de la temporada 1998 fue intercambiado con el D.C. United a cambio de Roy Wegerle. Con su nuevo club conquistaría la MLS Cup 1999.
Posteriormente jugaría para el Miami Fusion y el Sporting Kansas City, antes de retornar al D.C. United a mitad de la temporada 2002.
En sus últimos años como profesional jugó en ligas menores como la A-League y la Premier Development League, e incluso también estuvo involucrado en la promoción del Austin Posse, un equipo profesional texano que finalmente no compitió.
Lassiter se desempeñó como entrenador del Kitsap Pumas de la USL Premier Development League en 2017.

### Clubes
| Club                    | País           | Año       |
| ----------------------- | -------------- | --------- |
| Municipal Turrialba     | Costa Rica     | 1992-1993 |
| Carmelita               | Costa Rica     | 1993-1994 |
| Alajuelense             | Costa Rica     | 1994-1995 |
| Tampa Bay Mutiny        | Estados Unidos | 1996      |
| Genoa                   | Italia         | 1996-1997 |
| Tampa Bay Mutiny        | Estados Unidos | 1997-1998 |
| D.C. United             | Estados Unidos | 1998-1999 |
| Miami Fusion            | Estados Unidos | 2000      |
| Sporting Kansas City    | Estados Unidos | 2001-2002 |
| D.C. United             | Estados Unidos | 2002      |
| Virginia Beach Mariners | Estados Unidos | 2003      |
| Laredo Heat             | Estados Unidos | 2004      |

## Selección nacional
Lassiter jugó para la selección de fútbol de Estados Unidos entre 1992 y 2000. Su debut fue en un partido ante la Comunidad de Estados Independientes, sustituyendo a Eric Wynalda. 
| Período | Selección      | Partidos (goles) |
| ------- | -------------- | ---------------- |
| 1995    | Estados Unidos | 30 (4)           |

## Vida personal
En octubre de 1995 fue condenado a 30 días de prisión por haber participado de un robo cuando era estudiante universitario en Carolina del Norte.
Es padre del futbolista costarricense Ariel Lassiter.